# なでしこドリップ
『なでしこドリップ』は2011年6月24日にAPRICOT PLUMより発売された18禁恋愛アドベンチャーゲームである。2011年12月2日にはダウンロード版が発売された。

## 概要
（出典：）
本作はAPRICOT PLUMのデビュー作である。この新ブランドは、ヒロインとのラブラブな日常描写を丁寧に描くことを目的としている。姉妹ブランドであるApricot Cherryはエロ描写を追求しているため、萌えを重視することで差別化をしている。
ヒロインとの恋愛は、三角関係に発展する場合もある。しかし昼ドラのようなドロドロとした展開ではなく、ヒロイン同士が互いにヤキモチをしあい、より過激に主人公を誘惑する展開になる。
物語の舞台は大正時代を彷彿とさせる和風アンティーク喫茶店である。そのためにヒロインの制服も、和を基調とした制服になっている。
3人の原画家を採用した理由は、「複数の原画家さんが共演されることで、キャラクターそれぞれの個性をより深く強調できる」と考えたからである。

## ストーリー
（出典：）
主人公・佐々原巧巳は夏休みを利用して3年ぶりに田舎に帰省する。帰省先にて巧巳は、従妹の水城美羽に喫茶店・アンティークの手伝いを頼まれる。この喫茶店に思い出があった巧巳は、二つ返事でお願いを了承する。
巧巳が喫茶店を訪れると、記憶の中の店とはだいぶ様変わりしていた。祖父母が経営していたはずの喫茶店は、今は美羽が店内を仕切っている。店内は荒れ放題で、掃除がまったく行き届いていない。そんな状況でも美羽は「開店準備手伝って！」と言い、巧巳は仕方なく付き合うことにする。
さらに、偶然再会した幼なじみ・高千穂柚希や、近所に住む双子の姉妹、小桜くるみ・ひなまで働くことになり、本格的に店を立て直さなければならなくなる。巧巳は破れかぶれで喫茶店の経営を始める。

## 登場人物
（出典：）
佐々原 巧巳（ささはら たくみ）
本作の主人公。都会に住んでいる。3年ぶりに昔住んでいた田舎町に帰り、紆余曲折あってアンティークで働くことになる。頼れる雰囲気を醸しだしており、大人のような考え方ができる。頼まれれば嫌とは言えない性格なため、損な役回りになることが多い。能力が高いため、大抵の頼まれごとは難なくこなしてしまう。
水城 美羽（みずしろ みう）
声 - 小倉結衣
身長：154cm B/W/H 87(D)/61/85
誕生日：4月22日
巧巳の2つ年下の従妹。巧巳とは3年ぶりに再会した。祖父母から受け継いだ喫茶店・アンティークの店長を務めている。明るく活発な性格をしている。巧巳のことを昔から好いており、子供のころに交わした、「巧巳のお嫁さんになる」という約束を未だに覚えている。
高千穂 柚希（たかちほ ゆき）
声 - 藤森ゆき奈
身長：160cm B/W/H 81(B)/59/83
誕生日：10月25日
都会にある巧巳の隣の家に住む幼なじみ。お嬢様学校に通っている。巧巳と夏休みを一緒に過ごすために、彼を追いかけて田舎にやってきた。しかし素直になれない性格なため、「避暑地の旅行がたまたまここだった」と巧巳には言い張っている。器用貧乏であり、ドジな失敗をすることが多い。
小桜 くるみ（こざくら くるみ）
声 - 手塚りょうこ
身長：151cm B/W/H 75(A)/56/79
誕生日：9月1日
美羽の友人で、巧巳の3つ年下の少女。ひなという双子の妹がいる。常に妹のことを考える、世話焼きな姉である。自分から行動を起こすことは少なく、積極性に欠けている。無口ではあるが、感情を表に出すのが苦手なだけで、他人が嫌いなわけではない。一人称は「ボク」(いわゆるボクっ娘）。
小桜 ひな（こざくら ひな）
声 - shizuku
身長：154cm B/W/H 77(A)/57/80
誕生日：9月1日
美羽の友人で、くるみの双子の妹。姉とは違い表情が豊かで、好奇心旺盛な少女である。手先が器用であり、喫茶店の制服は彼女の手によるものである。
姫石 穂香（ひめいし ほのか）
声 - 楠鈴音
身長：165cm B/W/H 92(E)/61/88
誕生日：1月3日
喫茶店近くの神社にて、巫女を務めている少女。妖怪を祓うことができる。アンティークの常連客である。生真面目な性格だが、少し抜けている面もある。
椿（つばき）
声 - 吉野裕夏
身長：145cm B/W/H 72(AA)/54/74
誕生日：不明
正体が不明な少女。気がつけばアンティークの店内に居座っていた。体躯は小さいが態度は尊大で、なかなか意見を曲げない頑固さを持ち合わせている。お茶とせんべいが大好きで、これらを食しているときは大人しい。

## スタッフ
- 原画 - 美弥月いつか（美羽、柚希）、水月悠（くるみ、ひな、椿）、熊虎たつみ（穂香）、いまだこずへ（SD原画）[7]
- シナリオ - Hatsu、保住圭、籐太[7]
- ディレクター - 籐太[2]